# Putyvl
Putyvl (em ucraniano:  Пути́вль; em russo:  Пути́вль) é uma cidade da Ucrânia, situada no Oblast de Sumy. Tem 10,51 km² de área e sua população em 2020 foi estimada em 15.260 habitantes.